# Träskbusktörnskata
Träskbusktörnskata (Laniarius bicolor) är en fågel i familjen busktörnskator inom ordningen tättingar.

## Utseende och läte
Träskbusktörnskatan är en knubbig svartvit busktörnskata. På vingen syns en vit vingfläck och undersidan är även rent vit. Sången består av en perfekt synkroniserad duett mellan könen, med en ihålig vissling från hanen och ett lågt kraxande från honan. Arten är lik tropikbusktörnskatan, men skiljs på avsaknad av roströd ton på undersidan och avvikande läten.

## Utbredning och systematik
Träskbusktörnskata delas in i tre underarter:
- Laniarius bicolor bicolor – förekommer i mangroveträsk i Kamerun till Gabon
- Laniarius bicolor guttatus – förekommer i nedre Kongofloden (västra Kongo-Kinshasa och Angola)
- Laniarius bicolor sticturus – förekommer från södra Angola till västra Zambia, nordöstra Namibia, norra Botswana, västra Zimbabwe

## Levnadssätt
Träskbusktörnskatan hittas i våtmarker, galleriskog, öppet skogslandskap, täta snår och i mangroveträsk. Den uppträder i par. Vanligen är den svår att få syn på, men kan ibland hoppa fram i det öppna.

## Status och hot
Arten har ett stort utbredningsområde, men tros minska i antal, dock inte tillräckligt kraftigt för att den ska betraktas som hotad. Internationella naturvårdsunionen IUCN listar arten som livskraftig (LC).